# Bernardo II van Kongo
Bernardo II Nimi a Nkanga was Mwene Kongo van het Koninkrijk Kongo van 12 augustus 1614 tot augustus 1615. Hij was de zoon van koning Álvaro II van Kongo en behoort, net als zijn voorgangers, tot de Kwilu kanda. Zijn korte regeerperiode van slechts één jaar markeert het begin van het laatste hoofdstuk van de heerschappij van de Kwilu-dynastie over Kongo.